# Marginotruncana
Marginotruncana es un género de foraminífero planctónico de la subfamilia Globotruncaninae, de la familia Globotruncanidae, de la superfamilia Globotruncanoidea, del suborden Globigerinina y del orden Globigerinida. Su especie tipo es Rosalina marginata. Su rango cronoestratigráfico abarca desde el Turoniense medio hasta el Santoniense (Cretácico superior).

## Descripción
Marginotruncana incluía especies con conchas trocoespiraladas, planoconvexas a biconvexas; sus cámaras eran inicialmente subglobulares y finalmente angulares, seleniformes en el lado espiral; sus suturas intercamerales eran curvas, elevadas y nodulosas en el lado espiral, y sigmoidales y elevadas en el lado umbilical (carenas circumcamerales en ambos lados poco desarrolladas); su contorno ecuatorial era lobulado o redondeado; su periferia era truncada y bicarenada, con las dos carenas separadas por una banda imperforada; la carena del lado umbilical estaba menos desarrollada y podía estar ausente en las últimas cámaras; su ombligo era muy amplio, ocupando a veces la mitad del diámetro de la concha; su abertura principal era interiomarginal, umbilical-extraumbilical, protegida por una tegilla formada por coalescencia de los pórticos de las cámaras precedentes, y que cubría la mayor parte del ombligo; la tegilla estaba provista de aberturas accesorias infralaminales y ocasionalmente intralaminales; presentaban pared calcítica hialina, macroperforada con poros cilíndricos, con la superficie lisa, punteada o pustulada.

## Discusión
Clasificaciones posteriores han incluido Marginotruncana en la superfamilia Globigerinoidea. Otras clasificaciones lo han incluido en la subfamilia Marginotruncaninae de la familia Marginotruncanidae. Antiguamente se consideraba Marginotruncana un sinónimo subjetivo posterior de Globotruncana.

## Paleoecología
Marginotruncana incluía especies con un modo de vida planctónico, de distribución latitudinal cosmopolita, preferentemente tropical-subtropical, y habitantes pelágicos de aguas intermedias (medio mesopelágico superior).

## Clasificación
Marginotruncana incluye a las siguientes especies:
- Marginotruncana canaliculata †
- Marginotruncana coronata †
- Marginotruncana marginata †
- Marginotruncana marianosi †
- Marginotruncana paraconcavata †
  - Marginotruncana paraconcavata veronikae †
- Marginotruncana pseudolinneiana †
- Marginotruncana schnnegansi †
- Marginotruncana sinuosa †
- Marginotruncana tarfayaensis †
- Marginotruncana undulata †
  - Marginotruncana undulata lehmanni †

Otras especies consideradas en Marginotruncana son:
- Marginotruncana angusticarinata †
- Marginotruncana arcaformis †
- Marginotruncana bandyi †
- Marginotruncana bouldinensis †
- Marginotruncana caronae †
- Marginotruncana elevae †
- Marginotruncana fayosei †
- Marginotruncana iliei †
- Marginotruncana marianosi †
- Marginotruncana paraventricosa †
- Marginotruncana renzi †, considerada sinónimo posterior de Marginotruncana paraventricosa
- Marginotruncana pauperata †
- Marginotruncana pileoliformis †
- Marginotruncana primitiva †
- Marginotruncana sauleae †
- Marginotruncana scorpionis †
- Marginotruncana sigali †, aceptada como Sigalitruncana sigali
- Marginotruncana tohanensis †